# Jitia de Jos
Jitia de Jos – wieś w Rumunii, w okręgu Vrancea, w gminie Jitia. W 2011 roku liczyła 416
mieszkańców